# Valença (Bahia)
Valença é um município brasileiro no litoral do estado da Bahia, Região Nordeste do país. Ocupa uma área de 1 124,657 km² e sua população estimada em 2024 pelo Instituto Brasileiro de Geografia e Estatística (IBGE) foi de 90 028 habitantes. O município é muito visitado principalmente por ser o principal acesso à Ilha de Tinharé, turisticamente famosa pelo povoado de Morro de São Paulo, mas também pela bela praia do Guaibim com o seu extenso areal, localizada a cerca de 17 km da sede do município. Valença é considerada a Capital do Baixo Sul, região que reúne 362 659 habitantes.

## História
Em 22 de Janeiro de 1860, Valença foi agraciada com a visita do Imperador Dom Pedro II. Na ocasião, o Imperador conheceu as igrejas da cidade, a casa da câmara, as escolas, as prisões, bem como as duas grandes fábricas (Tecidos e de Serraria). Em sua passagem, o Imperador ainda fez doação em dinheiro para construção da Santa Casa de Misericórdia, hospital esse que foi construído em um terreno doado pelo Coronel Isidro de Sena Madureira, o Barão de Jequiriçá.

### Cronologia
Valença foi criada inicialmente como distrito subordinado a Cairu, com a denominação de Santíssimo Coração de Jesus de Valença, elevando-se à condição de vila pela Carta Régia de 23 de janeiro de 1799 e instalando-se a 10 de julho do mesmo ano. Pela lei provincial nº 300, de 23 de maio de 1848, é criado o distrito de Guerém, sendo a vila elevada à categoria de cidade pela lei provincial nº 368, 10 de novembro de 1849, recebendo então a denominação de Valença. Nas décadas seguintes foram criados os distritos de Maricoabo (antigo São Félix de Maricoabo, pela lei provincial nº 2.288, de 27 de maio de 1882), Serra Grande (1911) e Guaibim (1999).

## Geografia
De acordo com a divisão do Instituto Brasileiro de Geografia e Estatística (IBGE) vigente desde 2017, o município pertence às Regiões Geográficas Intermediária de Santo Antônio de Jesus e Imediata de Valença. Até então, com a vigência das divisões em microrregiões e mesorregiões, o município fazia parte da microrregião de Valença, que por sua vez estava incluída na mesorregião do Sul Baiano.